# B12 (Jamaica)
De B12 is een weg op Jamaica. De weg loopt vanaf de A2 in Freetown in een lus door het zuiden van de parish Clarendon naar Toll Gate, waar de weg weer aansluit op de A2. 
T1 · T2 · T3
A1 · A2 · A3 · A4
B1 · B2 · B3 · B4 · B5 · B6 · B7 · B8 · B9 · B10 · B11 · B12 · B13